# 이저벨 듀랜트
이저벨 듀랜트(Isabel Durant, 1991년 12월 21일 ~ )는 오스트레일리아의 배우, 댄서이다.